# XIX съезд КПК
19-й Всекитайский съезд КПК состоялся 18—24 октября 2017 года в Пекине в Доме народных собраний.
Съезд привлёк большое внимание и ожидания со всего мира, его называют «беспрецедентно открытым». Политбюро ЦК КПК ещё до его начала подчёркивало, что он станет «исключительным собранием, которое пройдёт в решающий период всестороннего строительства среднезажиточного общества и ключевой период развития социализма с китайской спецификой».
В повестке дня съезда были заслушивание и рассмотрение доклада ЦК КПК 18-го созыва, рассмотрение отчёта о работе Центральной комиссии КПК по проверке дисциплины, рассмотрение и утверждение поправок к Уставу КПК, а также избрание Центрального комитета КПК 19-го созыва и Центральной комиссии КПК по проверке дисциплины 19-го созыва. Как отмечают СМИ, на съезде рассматривались результаты работы партии за последние пять лет, обсуждались общественно-экономическая и политическая ситуация в Китае и мире, формулировалась стратегическая линия развития КНР на ближайшие годы.
Новоизбранный состав ЦК КПК на следующий день после съезда на своём первом пленуме выбрал председателя КНР Си Цзиньпина вновь своим генеральным секретарём. Были также избраны новое Политбюро и его Постоянный комитет.
Для участия в съезде было избрано 2 287 делегатов, представляющих более чем 89 миллионов членов Компартии Китая.
Первоначально предполагалось участие 2 300 делегатов, однако 13 были, как сообщается, дисквалифицированы вследствие «ненадлежащего поведения». Ответственным секретарём съезда был назначен Лю Юньшань, а в президиум съезда вошли 234 человека, среди которых вместе с действующими китайскими лидерами в первом ряду во время съезда находились представители предыдущих поколений — бывшие генсеки Цзян Цзэминь и Ху Цзиньтао, премьеры Госсовета КНР Ли Пэн, Чжу Жунцзи, Вэнь Цзябао. Это, как полагают наблюдатели, символически подчёркивает политическое единство руководящих поколений. Старейшему в президиуме из бывших членов Постоянного комитета Политбюро Сун Пину к тому времени уже исполнилось 100 лет.
11—15 октября 2017 года прошёл 7-й пленум ЦК КПК 18-го созыва.
11 октября открылся пресс-центр предстоящего съезда.
Освещать его в Пекин прибыли более 3 тыс. журналистов, в том числе почти 2 тыс. иностранных — из 134 стран мира. Профессор Партийной школы при ЦК КПК Чжан Сисянь считает, что причиной такого большого мирового внимания к съезду является рост «комплексной государственной мощи» Китая, его «ведущая роль в мировом развитии находится на подъёме, поэтому мир начал переключать свое внимание на Китай», а «преимущества политической системы КПК постепенно проявляются, что приковывает внимание к Компартии», — отмечал он.
В стране и в особенности в столице предпринимались особые меры по обеспечению безопасности и стабильности.
Как отмечали эксперты накануне съезда, который имеет «очень важное значение как для Китая, так и для всего мира»: «лидерство Китая в мире является самым заметным достижением», а экономические перспективы Китая «весьма позитивны». Си Цзиньпин «добился значительных управленческих результатов за последние пять лет», — отмечал Роберт Хорматс, а выдвинутая Си в 2013 году инициатива «Один пояс и один путь», по его словам, представила «всеобъемлющее и историческое» видение регионального развития.
В честь 19-го съезда КПК Почта Китая выпустила памятные марки.

## Ход съезда
Перед народом Китая открыты блестящие перспективы, нас ждёт светлое будущее. Мы живём в великую эпоху, чувствуем себя всё более уверенно, гордимся успехами, но осознаём и всю тяжесть ответственности, которая ложится на нас за строительство нового на великих достижениях китайских коммунистов. Поколение за поколением мы будем покорять новые высоты.
Столетие назад орудийные раскаты Октябрьской революции донесли до Китая марксизм-ленинизм. Передовые умы Китая в научной теории марксизма-ленинизма нашли путь решения проблем страны. Так китайский народ обрёл опору в поисках национальной независимости, свободы, процветания и счастья.
Церемонию открытия съезда провёл Ли Кэцян, как сообщает «Синьхуа»: «Все присутствующие встали и хором исполнили Государственный гимн КНР, затем глубоким молчанием почтили память Мао Цзэдуна, Чжоу Эньлая, Лю Шаоци, Чжу Дэ, Дэн Сяопина, Чэнь Юня и других скончавшихся пролетарских революционеров старшего поколения и героев, павших во имя революции». Объявлено, что в работе съезда участвуют 2 354 человека — 2 280 делегатов и 74 специально приглашенных гостя.

ЦК Коммунистической партии Вьетнама, ЦК Народно-революционной партии Лаоса, ЦК Коммунистической партии Кубы и ЦК Трудовой партии Кореи в своих посланиях и телеграммах горячо поздравили КНР с открытием 19-го съезда КПК. Наилучшие пожелания и поздравления в связи с началом съезда были получены и от других зарубежных политических партий и организаций, а также от лидеров ряда государств, в том числе и от президента России В. В. Путина.
В первый день работы съезда генеральный секретарь ЦК КПК Си Цзиньпин от имени Центрального комитета КПК 18-го созыва выступил с докладом «Добиться решающей победы в полном построении среднезажиточного общества, одержать великую победу социализма с китайской спецификой в новую эпоху». Основная тема съезда, заявил он: «Оставаясь верными нашей первоначальной цели и ни на минуту не забывая о нашей миссии, высоко неся великое знамя социализма с китайской спецификой, добиться решающей победы в полном построении среднезажиточного общества, одержать великую победу социализма с китайской спецификой в новую эпоху, неустанно бороться за реализацию китайской мечты о великом возрождении китайской нации». 
Содержание доклада генерального секретаря ЦК КПК Си Цзиньпина «Добиться решающей победы в полном построении среднезажиточного общества, одержать великую победу социализма с китайской спецификой в новую эпоху»:

1. Работа и исторические преобразования за истёкшее пятилетие; 
2. Историческая миссия КПК в новую эпоху; 
3. Идеи о социализме с китайской спецификой новой эпохи и основная стратегия их реализации; 
4. Одержать решающую победу в полном построении среднезажиточного общества, начать новый поход к всестороннему построению модернизированного социалистического государства; 
5. Претворять в жизнь новую концепцию развития, создавать модернизированную экономическую систему; 
6. Совершенствовать институциональную систему, обеспечивающую положение народа как хозяина страны, развивать политический строй социалистической демократии; 
7. Укреплять уверенность в собственной культуре, стимулировать расцвет и процветание социалистической культуры; 
8. Повышать уровень обеспечения и улучшения благосостояния населения, усиливать и обновлять социальное управление; 
9. Форсировать реформу системы экологической цивилизации, построить «прекрасный Китай»; 
10. Неуклонно идти по пути укрепления армии с китайской спецификой, всесторонне стимулировать модернизацию национальной обороны и армии; 
11. Придерживаться курса «Одна страна — два строя», стимулировать воссоединение Родины; 
12. Неизменно идти по пути мирного развития, стимулировать создание сообщества единой судьбы человечества; 
13. Непоколебимо всесторонне устрожать внутрипартийное управление, постоянно наращивать потенциал партии в отправлении власти и повышать уровень её руководства.
Си Цзиньпин также заявил, что к середине XXI века Китай станет «великой современной социалистической державой», и что «первоначальной целью и миссией китайских коммунистов является борьба за счастье китайского народа и возрождение китайской нации».

Длившаяся более трёх часов речь генерального секретаря, как передаёт «Синьхуа», вызвала многократные бурные аплодисменты.
Во время участия в дискуссии делегатов съезда глава Центральной руководящей группы по пропаганде и идеологической работе Лю Юньшань отметил, что доклад, с которым выступил Си Цзиньпин, представляет собой блестящий программный документ марксизма, а также политическую декларацию и программу действий по достижению великой победы социализма с китайской спецификой новой эпохи: «Мы должны добросовестно изучать и воспринять этот доклад и решительно претворить его в жизнь», — подчеркнул он. Другие руководители КПК также призвали к усилиям, направленным на полное восприятие и осуществление идей Си Цзиньпина о социализме с китайской спецификой новой эпохи. «Эти идеи являют собой новейшее достижение китаизации марксизма», — указывают Ли Кэцян и Чжан Дэцзян, председатель ПК ВСНП. Последний также отметил, что доклад от начала и до конца демонстрирует теоретические, практические и инновационные достижения ЦК КПК, средоточием которого является товарищ Си Цзиньпин, и подчеркнул, что его идеи о социализме с китайской спецификой новой эпохи являются руководством к действию при осуществлении великой борьбы, великих проектов, великого дела и великой мечты, духовной опорой и источником силы членов КПК.
Помимо заслушивания и рассмотрения доклада ЦК КПК 18-го созыва, в повестке дня съезда также были рассмотрение отчёта о работе Центральной комиссии КПК по проверке дисциплины, рассмотрение и утверждение поправок к Уставу КПК.

Внимание СМИ также привлекло кулуарное выступление главы Комитета по контролю над ценными бумагами Лю Шиюя, на котором тот поведал, что шестеро бывших высокопоставленных функционеров КПК (так называемая «Новая банда четырёх» и др.), арестованные ранее в рамках запущенной после прихода к власти Си Цзиньпином масштабной антикоррупционной кампании, собирались «захватить контроль над партией и над государственной властью», однако «Си Цзиньпин с исторической ответственностью как пролетарский революционер устранил огромные риски для партии и страны». «Си Цзиньпин пользуется сердечной любовью и уважением всей партии, армии и народа, он заслуживает того, чтобы его называли мудрым лидером», — отмечал ранее глава столичного горкома КПК Цай Ци.
В свою очередь, генеральный секретарь ЦК КПК Си Цзиньпин, как передаёт «Жэньминь Жибао», принимал участие в беседах с делегатами съезда — членами партии низовых организаций. Неустанно думающий об искоренении нищеты в сельских районах страны Си Цзиньпин дал торжественное обещание избавить от бедности оставшиеся 43 млн нуждающихся в стране — три процента от общего числа населения страны — к 2020 году.
На заключительном заседании съезда 24 октября были избраны новые составы — 19-го созыва — Центрального комитета КПК (204 члена и 172 кандидата в члены; он обновился более чем наполовину) и Центральной комиссии КПК по проверке дисциплины (133 члена), а также приняты резолюции по докладу ЦК КПК 18-го созыва, по докладу о работе Центральной комиссии КПК по проверке дисциплины, и о поправках к Уставу КПК (в него были включены идеи Си Цзиньпина о социализме с китайской спецификой новой эпохи). Съезд единогласно одобрил признание идей Си Цзиньпина о социализме с китайской спецификой новой эпохи руководством к действию партии наравне с марксизмом-ленинизмом, идеями Мао Цзэдуна, теорией Дэн Сяопина, важными идеями тройного представительства и научной концепцией развития. После этого было объявлено об успешном завершении 19-го съезда Коммунистической партии Китая. Он завершил свою работу под звуки «Интернационала».

## ЦК КПК 19-го созыва
На состоявшемся на следующий день после закрытия съезда первом пленуме новоизбранного ЦК КПК Си Цзиньпин был переизбран генеральным секретарем ЦК КПК, членами Постоянного комитета Политбюро ЦК КПК были избраны Си Цзиньпин, Ли Кэцян, Ли Чжаньшу, Ван Ян, Ван Хунин, Чжао Лэцзи и Хань Чжэн. Был также избран новый состав Политбюро ЦК КПК и утверждён Секретариат ЦК КПК. Чжао Лэцзи был избран секретарем Центральной комиссии КПК по проверке дисциплины, а Си Цзиньпин также остался председателем Центрального военного совета КПК, его заместителями там стали Сюй Цилян и Чжан Юся.
После этого состоялась встреча членов ПК Политбюро ЦК КПК 19-го созыва с журналистами, на которой генеральный секретарь ЦК КПК и председатель КНР Си Цзиньпин выступил с важной речью.
Одной из главных интриг съезда называлась судьба Ван Цишаня, одного из ближайших сторонников Си Цзиньпина, — он не был переизбран в ЦК, однако весною следующего года стал заместителем председателя КНР.